# Hutzelmühle

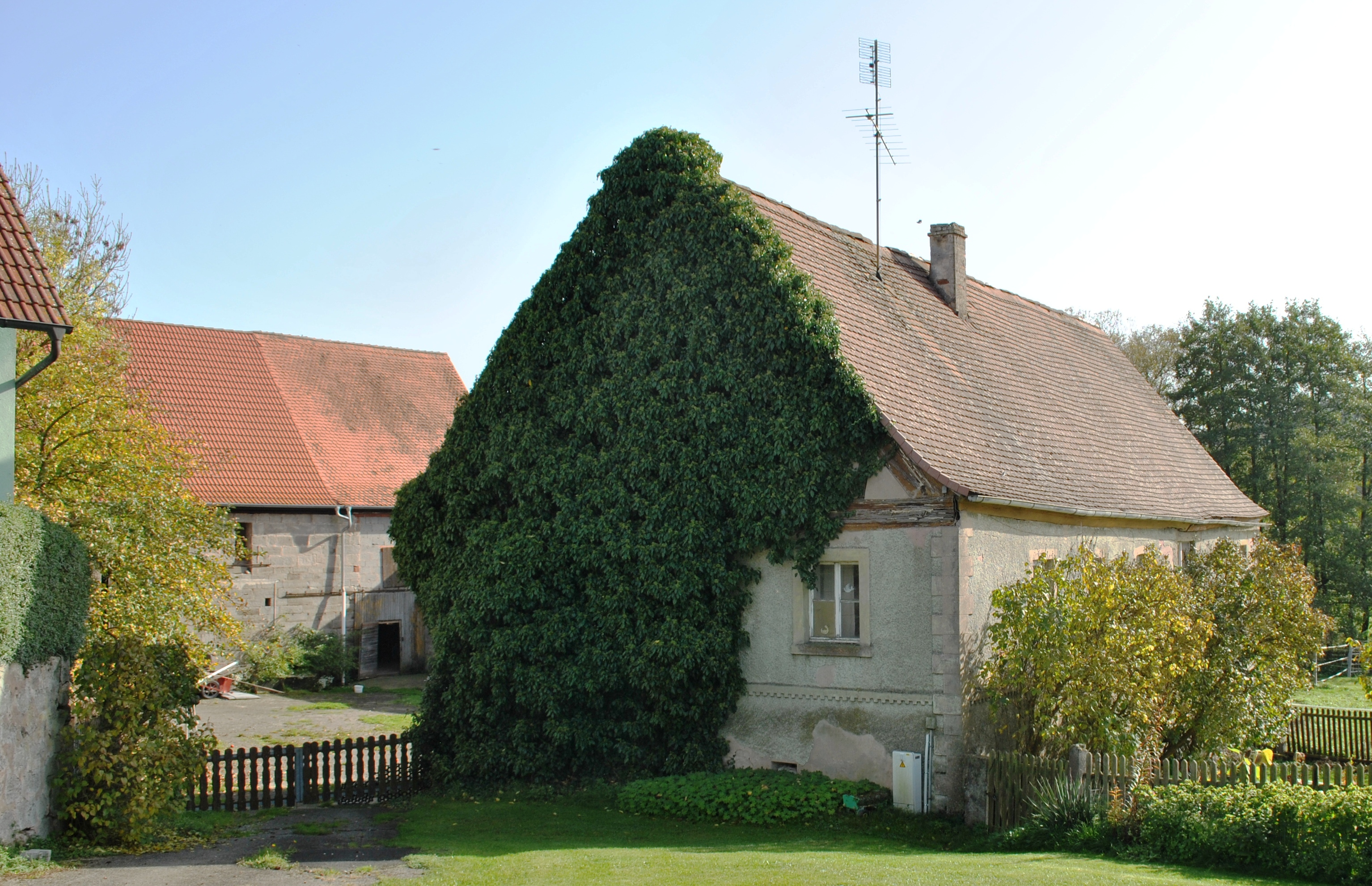
Das ehemalige Mühlengebäude

Hutzelmühle (auch Neue Mühle genannt; fränkisch: Huzlmühl) ist ein Gemeindeteil des Marktes Geiselwind im unterfränkischen Landkreis Kitzingen. Hutzelmühle liegt in der Gemarkung Wasserberndorf.

## Geografische Lage
Die Einöde liegt am linken Ufer der Reichen Ebrach der Lohmühle gegenüber. Die Staatsstraße 2260 nach Wasserberndorf (1,1 km östlich) bzw. an der Weingartsmühle vorbei nach Geiselwind (3,1 km westlich). Es gibt dort eine Anschlussmöglichkeit an die Bundesautobahn 3, die unweit südlich parallel zur St 2260 verläuft. Die Kreisstraße KT 50 führt die A 3 unterquerend an der Lohmühle vorbei nach Hohnsberg (1,2 km südöstlich).

## Geschichte
Die Herkunft des Namens der Mühle ist umstritten. Als gesichert kann jedoch die Herleitung des Bestimmungswortes Hutzel- gelten. Im Mittelhochdeutschen existiert das Wort hutzel, das eine getrocknete Birne meint. Die Mühle muss deshalb bereits während des Mittelalters bestanden haben. Vielleicht geht der Name auf eine Sage zurück. Eventuell handelte es sich auch um einen Necknamen für die Bewohner oder hier wurden tatsächlich größere Birnenmengen verkauft.
Erstmals erwähnt wurde die Mühle im Jahr 1648. Damals verkaufte Niclaus Bernhard von Rothschütz, der im nahen Burggrub reich begütert war, seine Mühle „ob Wasser Bebendorff“ an die Kartäusermönche aus dem Kloster Ilmbach. Die Kartäuser veräußerten die Anlage bald weiter. Bereits 1654 erhielt Hans Sachs, der Sohn des Oberscheinfelder Müllers Michel Sachs, die „Hutzelmühl“. Gegen 1660 wurde Hans Sachs nochmals genannt.
Im Jahr 1681 gehörte die Mühle zum Zentgericht in Burghaslach. 1699 wechselte sie wiederum den Besitzer. Hans Sachs (wohl der jüngere) verkaufte das Anwesen an Georg Lamprecht. Zu diesem Zeitpunkt bestand eine Schneidmühle in unmittelbarer Nähe zur Hutzelmühle, die ebenfalls von Lamprecht erworben und neu errichtet wurde. 1705 erhielt Lamprechts Sohn Johann Georg die Mühle. Er wurde 1721 als Müller „auf der Neuen Mühl“ und 1723 als „HuzelMüller“ genannt.
Das 18. Jahrhundert war auch von Streitigkeiten mit der nahen Gemeinde Hohnsberg geprägt. Der Mühlbach und die Nutzungsrechte an seinem Wasser führten zu Auseinandersetzungen, die schließlich vor dem Reichskammergericht in Wetzlar ausgetragen wurden. Die Mühle bestand damals aus mehreren Anwesen. So ist 1736 Georg Atz in einem Nebenbau der Hutzelmühle nachgewiesen, 1748 lebte Jacob Lendner „nechst der Hutzel Mühl“. 
Gegen Ende des Jahrhunderts, um 1790, wurden die Herrschaftsverhältnisse der Mühle beschrieben. Sowohl das Kloster Ilmbach hatte einen einzigen Untertanen, als auch die Herrschaft Schwarzenberg. Die Herren von Schwarzenberg hatten das sogenannte Posthaus auf der Flur der Mühle inne. Im Jahr 1833 wurde Johann Georg Vogel als Hutzelmüller genannt.
Mit dem Gemeindeedikt (frühes 19. Jahrhundert) wurde Hutzelmühle dem Steuerdistrikt Münchhof und der Ruralgemeinde Wasserberndorf zugeordnet. Im Zuge der Gebietsreform in Bayern wurde Hutzelmühle am 1. Januar 1972 nach Geiselwind eingegliedert.

### Baudenkmäler
Das ehemalige Mühlengebäude hat sich bis heute erhalten. Es wird vom Bayerischen Landesamt für Denkmalpflege als Baudenkmal eingeordnet. Der eingeschossiges Satteldachbau wurde im Jahr 1699 vom Müller Georg Lamprecht errichtet. Die Mühle ist giebelständig und wurde mit Putzgliederungen verziert. Außerdem erhielt sie einen großen Fachwerkgiebel.

### Einwohnerentwicklung
| Jahr      | 001818 | 001836 | 001840 | 001861 | 001871 | 001885 | 001900 | 001925 | 001950 | 001961 | 001970 | 001987 |
| Einwohner | 5      | 8      | 8      | *      | 15     | 13     | 15     | 11     | 20     | 22     | 25     | 10     |
| Häuser    | 1      | 1      | 1      |        |        | 1      | 2      | 2      | 2      | 5      |        | 2      |
| Quelle    | [ 7 ]  | [ 12 ] | [ 13 ] | [ 14 ] | [ 15 ] | [ 16 ] | [ 17 ] | [ 18 ] | [ 19 ] | [ 20 ] | [ 21 ] | [ 1 ]  |

## Religion
Hutzelmühle ist evangelisch-lutherisch geprägt und nach St. Laurentius (Füttersee) gepfarrt.